# Caerostris ecclesiigera
Caerostris ecclesiigera là một loài nhện trong họ Araneidae.
Loài này thuộc chi Caerostris. Caerostris ecclesiigera được Arthur Gardiner Butler miêu tả năm 1882.